# Mansour ibn Sarjoun
Mansour ibn Sarjoun (en arabe : منصور إبن سرجون, grec byzantin : Μανσοῦρ ὁ τοῦ Σέργιος) est un fonctionnaire fiscal byzantin ou gouverneur de Damas d'origine syrienne locale sous les empereurs Maurice (r. 582-602) et Héraclius (r. 610-641), ainsi que pendant l'occupation perse de Damas en 614-628.
Il cède la ville aux musulmans arabes l'assiégeant en 635, après avoir d'abord obtenu le sauf-conduit des habitants locaux. Pour son rôle dans la reddition, il est décrié dans les cercles chrétiens.
La famille de Mansour reste importante sous la domination musulmane, avec son fils Sarjoun servant en tant que haut fonctionnaire en Syrie sous les premiers califes omeyyades et son petit-fils Jean Damascène devenant l'un des principaux penseurs chrétiens de son temps.

## Biographie
Mansour est un Syrien local d'origine syriaque ou arabe. Sa langue maternelle est probablement le syriaque, bien qu'il connaisse bien le grec et connaisse probablement aussi l'arabe. Selon l'historien orthodoxe du Xe siècle Eutychius d'Alexandrie, Mansour est nommé fonctionnaire fiscal à Damas par l'empereur byzantin Maurice. Il conserve cette position après que les Perses sassanides conquièrent Damas vers c. 614 et tout au long de leur occupation de la ville. Pendant cette période, il continue à remettre les impôts de sa juridiction aux Sassanides. Les Byzantins reprennent le contrôle de Damas en 628, et deux ans plus tard, lorsque l'empereur Héraclius visite la ville, il fait emprisonner et torturer Mansour pour le faire pression pour qu'il rembourse les taxes remises aux Sassanides. En échange, Mansour conserve son poste. Eutychius affirme que Mansour nourrit une "colère" envers l'empereur à la suite de cet épisode. Cela est considéré comme ayant contribué à son opposition à offrir des fonds au général Vahan d'Héraclius, qui dirige les efforts de défense byzantins contre les musulmans arabes, qui ont lancé une invasion de la Syrie en c. 634.
Lors du siège de Damas, Mansour est mentionné dans plusieurs sources musulmanes et chrétiennes comme le chef des habitants de la ville qui ouvre des négociations avec le commandant musulman Khalid ibn al-Walid. En septembre 635, il ouvre la Bab Sharqi (porte orientale) de la ville à Khalid après que les deux ont signé un accord de capitulation qui garantit la sécurité des habitants et des propriétés de la ville. Le sauf-conduit exclut les troupes byzantines défendant Damas, qui fuient ensuite la ville. Eutychius note qu'en raison du rôle de Mansour dans la reddition, "tous les patriarches et les évêques dans le monde l'ont anathématisé". L'historien et patriarche syriaque du IXe siècle Denys Ier d'Antioche nomme également Mansour comme le fonctionnaire de la ville qui rend Damas, mais alors qu'Eutychius considère l'acte de Mansour comme une trahison, Denys le décrit comme un moyen d'assurer la sécurité et le bien-être des habitants.

## Descendance
Mansour fonde une famille de grande importance à Damas. La famille est restée chrétienne orthodoxe de rite impérial byzantin. Le fils de Mansour, Sarjoun, est nommé katib (scribe ou secrétaire) de Mu'awiya ibn Abi Sufyan, le gouverneur de Damas et finalement de toute la Syrie islamique à partir de 639 jusqu'à son accession en tant que premier calife omeyyade en 661 et jusqu'à la mort du calife en 680. Sarjoun conserve ses fonctions sous les successeurs de Mu'awiya, Yazid I, Mu'awiya II, Marwan I et Abd al-Malik, dont le dernier renvoie Sarjoun vers 700. Le fils de Sarjoun, Jean Damascène (mort en 749), est un penseur chrétien majeur. Sous la domination abbasside, qui  remplace la domination omeyyade en 750, deux autres descendants de Mansour servent comme patriarches de Jérusalem:  Serge Ier (r. 842-858) et Elie III (r. 879-907).